# ISO 3166-2:MG
کد ISO 3166-2:MG بخشی از استاندارد ایزو ۳۱۶۶ برای کشور ماداگاسکار است که توسط سازمان بین‌المللی استانداردسازی ISO تنظیم شده‌است این سازمان، کدهای استاندارد را برای تقسیمات کشوری (ایالتها یا استانهای) کشورهای فهرست شده در استاندارد ایزو ۳۱۶۶-۱ تعریف می‌کند.
هر کد شامل دو بخش می‌گردد که توسط علامت - جدا می‌گردند.
- بخش نخست MG که در ایزو ۳۱۶۶-۱ آلفا-۲ کد کشور ماداگاسکار است.
- بخش دوم شامل یک یا دو یا سه حرف است که بیان‌کننده استان یا ایالت کشور ماداگاسکار می‌باشد.

## کدها
| کدها | استان                |
| ---- | -------------------- |
| MG-T | آنتاناناریوو (استان) |
| MG-D | آنسیرانانا (استان)   |
| MG-F | فیانارانسوا (استان)  |
| MG-M | ماهاجانگا (استان)    |
| MG-A | تواماسینا (استان)    |
| MG-U | تولیارا (استان)      |